# ЯТБ-3
ЯТБ-3 — двоповерховий тролейбус Ярославського автомобільного заводу. Експлуатувалися в Москві з 1939 по 1953 рік.

## Історія появи
На початку 1930-х на вулицях деяких європейських міст їздили двоповерхові тролейбуси. Ідея розміщення в одній машині більшої кількості пасажирів була взята до уваги і московськими транспортниками.
Влітку 1937 року з Англії в СРСР були імпортовані два тривісних тролейбуси фірми English electric company. Один з них був двоповерховим. Саме на основі цього тролейбуса Ярославський автомобільний завод побудував першу і єдину модель радянського двоповерхового тролейбуса — ЯТБ-3.

## Експлуатація в Москві
Перший ЯТБ-3 вийшов на лінію 26 липня 1939 року. Він проїхав по новій лінії на нинішньому проспекті Миру.
Висота контактної мережі і питання стійкості машини наклали великі обмеження на висоту тролейбуса. Суцільнометалевий корпус тролейбуса мав довжину 9,4 м, висоту — 4,7 м. На відміну від ЯТБ-1, висота салону якого становила 1915 мм, висота стелі на першому поверсі ЯТБ-3 становила лише 1795 мм, а другого — 1770 мм. На першому поверсі було 40 місць для сидіння, на другому — 32, загальна пасажирська місткість тролейбуса становила 100 осіб. Він мав масу 10740 кг і розвивав швидкість до 55 км/год.
Усього ярославським автомобільним заводом було випущено 10 таких машин, остання — в 1939 році. Оскільки пасажирські двері були всього одні, то їх не вистачало для проведення швидкої посадки-висадки пасажирів. Тому пізніше на завод повернули одну машину, для того, щоб її доукомплектували ще одними пасажирськими дверима.
Останні зразки цих машин (2 штуки) експлуатувалися в Москві до 1953 року. Досвід експлуатації показав, що вони погано підходять для умов СРСР. Більш нові тролейбуси робилися одноповерховими, розрахованими на перевезення великої кількості пасажирів (головним чином, стоячих). Було вирішено відмовитися від використання двоповерхових тролейбусів на користь зчленованих. Але такі з'явилися тільки наприкінці 50-х років з воріт заводу «СВАРЗ». Жоден примірник тролейбуса ЯТБ-3 до наших днів не зберігся.

## ЯТБ-3 в культурі
- Більшості жителів колишнього СРСР ЯТБ-3 знайомий за фільмом «Підкидьок», у якому він з'являється в одному з епізодів, а у фільмі «Весна» (1947) у кадр потрапляють одночасно обидві вцілілі після війни машини.
- У мультфільмі «Дядя Стьопа» (1939) задіяний тролейбус маршруту № 1.
- У книзі Бориса Акуніна «Шпигунський роман», двоповерховий тролейбус ЯТБ-3 бере участь в операції по дезінформації німецького шпигуна Вассера. Лаврентій Берія наказав інсценувати падіння цього тролейбуса з моста, куди після було підкинути тіло убитого радиста.